# Nebenwohnung
Eine Neben- oder Zweitwohnung ist im Melderecht eine privat genutzte Wohnung, die nicht als Hauptwohnung genutzt wird.

## Deutschland
Im deutschen Melderecht wird zwischen Haupt- und Nebenwohnungen unterschieden. Nutzt ein Einwohner mehrere Wohnungen im Inland, so ist eine dieser Wohnungen die Hauptwohnung. Die Hauptwohnung ist im Allgemeinen die Wohnung, wo sich der Schwerpunkt der gesamten Lebensverhältnisse darstellt. Alle übrigen Wohnungen sind Nebenwohnungen. Eventuelle Eigentumsverhältnisse spielen dabei keine Rolle.
Der Einwohner hat der Meldebehörde mitzuteilen, welche Wohnung seine Hauptwohnung ist. Wohnungen im Ausland bleiben bei der Bestimmung von Haupt- und Nebenwohnung unberücksichtigt, auch wenn sie die objektiven Kriterien einer Hauptwohnung erfüllen würden. Die Details der Meldepflichten, etwa ab welcher Aufenthaltsdauer eine Nebenwohnung gemeldet werden muss, sind im Bundesmeldegesetz geregelt.

## Frankreich
Frankreich verfügt, Stand 2020, über die meisten gemeldeten Zweitwohnsitze in Europa.

## Österreich
In Österreich wird im Meldegesetz 1991 grundsätzlich zwischen zwei Wohnsitzqualitäten unterschieden, dem Hauptwohnsitz und dem Nebenwohnsitz. Der Hauptwohnsitz eines Menschen ist an jener Unterkunft begründet, an der er sich in der erweislichen oder aus den Umständen hervorgehenden Absicht niedergelassen hat, diese zum Mittelpunkt seiner Lebensbeziehungen zu machen.
Die Ummeldung eines Wohnsitzes ist dann notwendig, wenn sich die Wohnsitzqualität ändert. Die Wohnsitzqualität ändert sich wenn z. B. aus einem Hauptwohnsitz ein Nebenwohnsitz wird oder umgekehrt. Die Anmeldung eines Hauptwohnsitzes oder eines weiteren Wohnsitzes erfolgt bei jener Meldebehörde (Gemeindeamt oder Magistrat), die für den neuen Wohnsitz zuständig ist. Hat eine Person nur einen Wohnsitz, ist dieser gleichzeitig der Hauptwohnsitz, ein Nebenwohnsitz ist jeder Wohnsitz, der nicht Hauptwohnsitz ist.
Zur Problematik der Kalten Betten siehe Zweitwohnsitzsiedlung.

## Schweiz
Als Zweitwohnung wird in der Schweiz eine zweite Wohnstätte (Wohnung oder Haus) bezeichnet, die weder eine Erstwohnung ist noch einer Erstwohnung gleichgestellt ist, insbesondere nicht dauernd durch Personen mit Wohnsitz in der Gemeinde genutzt wird.  Zweitwohnungen werden jedoch nicht, wie die Ferienwohnungen, an Dritte vermietet. In der Schweiz haben etwa 16 Prozent aller Bewohner eine Zweitwohnung, während in Skandinavien, vor allem in Schweden fast jeder zweite eine solche besitzt. Zweitwohnungen liegen meist weit weg vom eigenen Wohnort, um Abwechslung, Ruhe, Erlebnis, Sport oder auch Inspiration zu genießen.
Eine Zweitwohnung ist nicht gleichzusetzen mit einem Zweitwohnsitz. Wer bereits einen Wohnsitz in der Schweiz hat, kann dort nach dem Grundsatz der Einheit des Wohnsitzes keinen weiteren begründen (Art. 23 Abs. 2 ZGB).
In der Schweiz ist der Zweitwohnungs-Bau bereits seit Jahren ein Politikum, weil er in der Vergangenheit einen starken Boom, verursacht vor allem auch durch ausländische Nachfrage, aufwies. Im Jahr 2000 gab es im Land rund 420 000 Zweitwohnungen, was 12 Prozent des damaligen Wohnungsbestandes entsprach. Die Entwicklung führte zur Zersiedelung wertvoller Landschaften, obwohl die Wohnungen den größten Teil des Jahres über leerstehen (sog. Kalte Betten).
Am 11. März 2012 stimmte die Schweizer Bevölkerung gegen den Willen des Bundesrates und des Parlaments der Volksinitiative «Schluss mit uferlosem Bau von Zweitwohnungen!» (kurz Zweitwohnungsinitiative) zu, welche den Bestand dieser Wohnungen pro Gemeinde fix auf 20 Prozent begrenzen will. Die Bundesversammlung hat daraufhin am 20. März 2015 das Bundesgesetz über Zweitwohnungen (Zweitwohnungsgesetz, ZWG) beschlossen, das zum 1. Januar 2016 in Kraft getreten ist. Danach dürfen in Gemeinden, in denen der Zweitwohnungsanteil bereits über 20 Prozent liegt, keine neuen Zweitwohnungen mehr bewilligt werden. Liegt dieser Anteil zwar noch unter 20 Prozent, hätte die Erteilung einer Baubewilligung aber zur Folge, dass die Gemeinde den Zweitwohnungsanteil von 20 Prozent überschreiten würde, so darf die Bewilligung ebenfalls nicht erteilt werden (Art. 6 Abs. 1 ZWG).